# Museum Berlin-Karlshorst
Das Museum Berlin-Karlshorst ist ein Museum und Baudenkmal in der Zwieseler Straße 4 im Berliner Ortsteil Karlshorst. Dort wurde am 8. Mai 1945 die bedingungslose Kapitulation der Wehrmacht ratifiziert und der Zweite Weltkrieg in Europa beendet. Mittelpunkt des Museums ist der Saal des Offizierskasinos, in dem die Unterzeichnung stattfand. Als einziges Museum in Deutschland wird mit einer ständigen Ausstellung an den Vernichtungskrieg gegen die Sowjetunion erinnert, der als Deutsch-Sowjetischer Krieg 1941–1945 in die Geschichte einging. In der ehemaligen Sowjetunion bzw. deren Nachfolgestaaten ist dieser als „Großer Vaterländischer Krieg“ bekannt. Die gesamte Anlage wurde ab 1936 als Festungspionierschule errichtet und diente während und nach der Schlacht um Berlin als Hauptquartier der Roten Armee.
Das Museum ist von Dienstag bis Sonntag von 10 bis 18 Uhr geöffnet. Der Eintritt ist frei.

## Geschichte
Am 7. Mai 1945 unterzeichnete im Obersten Hauptquartier der Alliierten Expeditionsstreitkräfte in Reims der hierfür von Karl Dönitz autorisierte Generaloberst Alfred Jodl eine Urkunde über die bedingungslose Kapitulation der Wehrmacht. Diese trat am 8. Mai um 23:01 Uhr MEZ in Kraft. Da diese militärische Kapitulation lediglich von Jodl, nicht aber von den Oberbefehlshabern der einzelnen Teilstreitkräfte der deutschen Wehrmacht unterzeichnet worden war, wurde vereinbart, ein zweites Dokument dieser Kapitulation von Vertretern des Oberkommandos der Wehrmacht (OKW) sowie den Oberbefehlshabern von Heer, Luftwaffe und Kriegsmarine gegenzeichnen zu lassen.

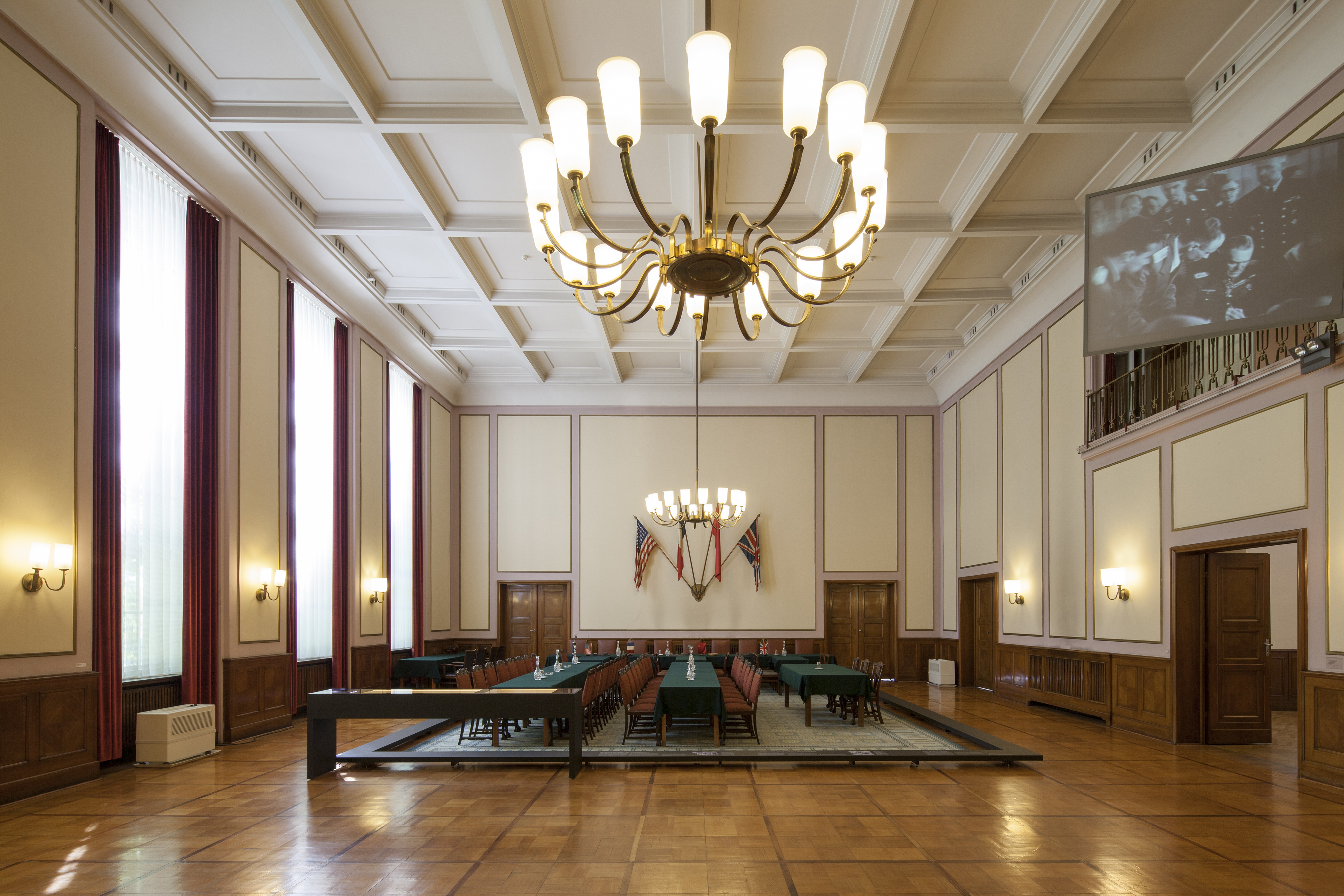
Historischer Kapitulationssaal

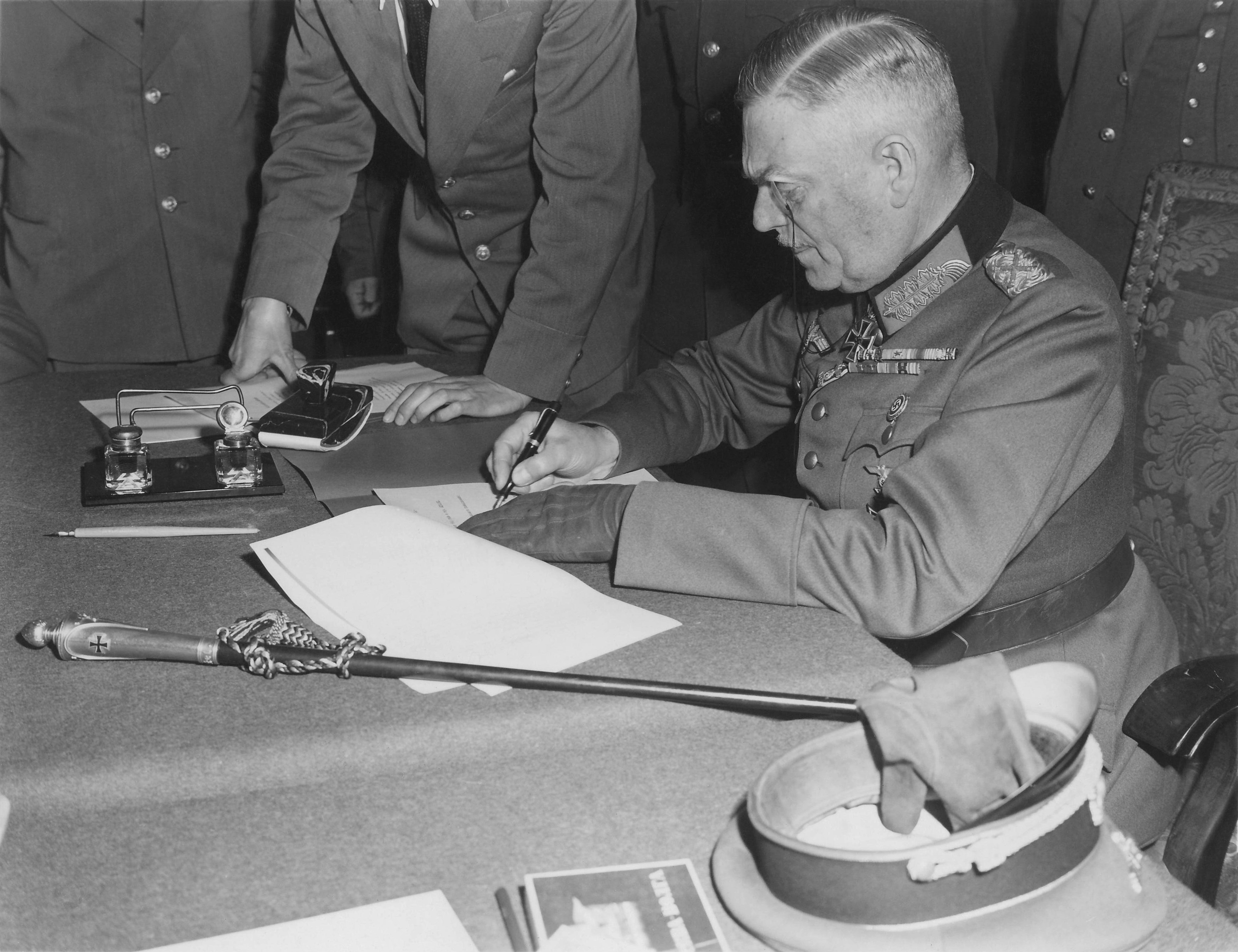
Generalfeldmarschall Wilhelm Keitel unterzeichnet am 8. Mai 1945 die bedingungslose Kapitulation der Wehrmacht im Hauptquartier der Roten Armee

Daraufhin unterzeichneten am 8. Mai 1945 kurz vor null Uhr Generalfeldmarschall Wilhelm Keitel für das Oberkommando der Wehrmacht und das Heer, Generaladmiral Hans-Georg von Friedeburg für die Kriegsmarine und Generaloberst Hans-Jürgen Stumpff für die Luftwaffe im Offizierskasino, im großen Speisesaal der Heerespionierschule der Wehrmacht in Berlin-Karlshorst, die ratifizierende Kapitulationsurkunde, die am 9. Mai nach null Uhr in Kraft trat. Für das sowjetische Oberkommando unterschrieben Marschall Georgi Schukow sowie für das SHAEF Marschall Arthur Tedder. Als Zeugen gaben der französische General Jean-Marie de Lattre de Tassigny sowie US-General Carl Spaatz ihre Unterschriften.

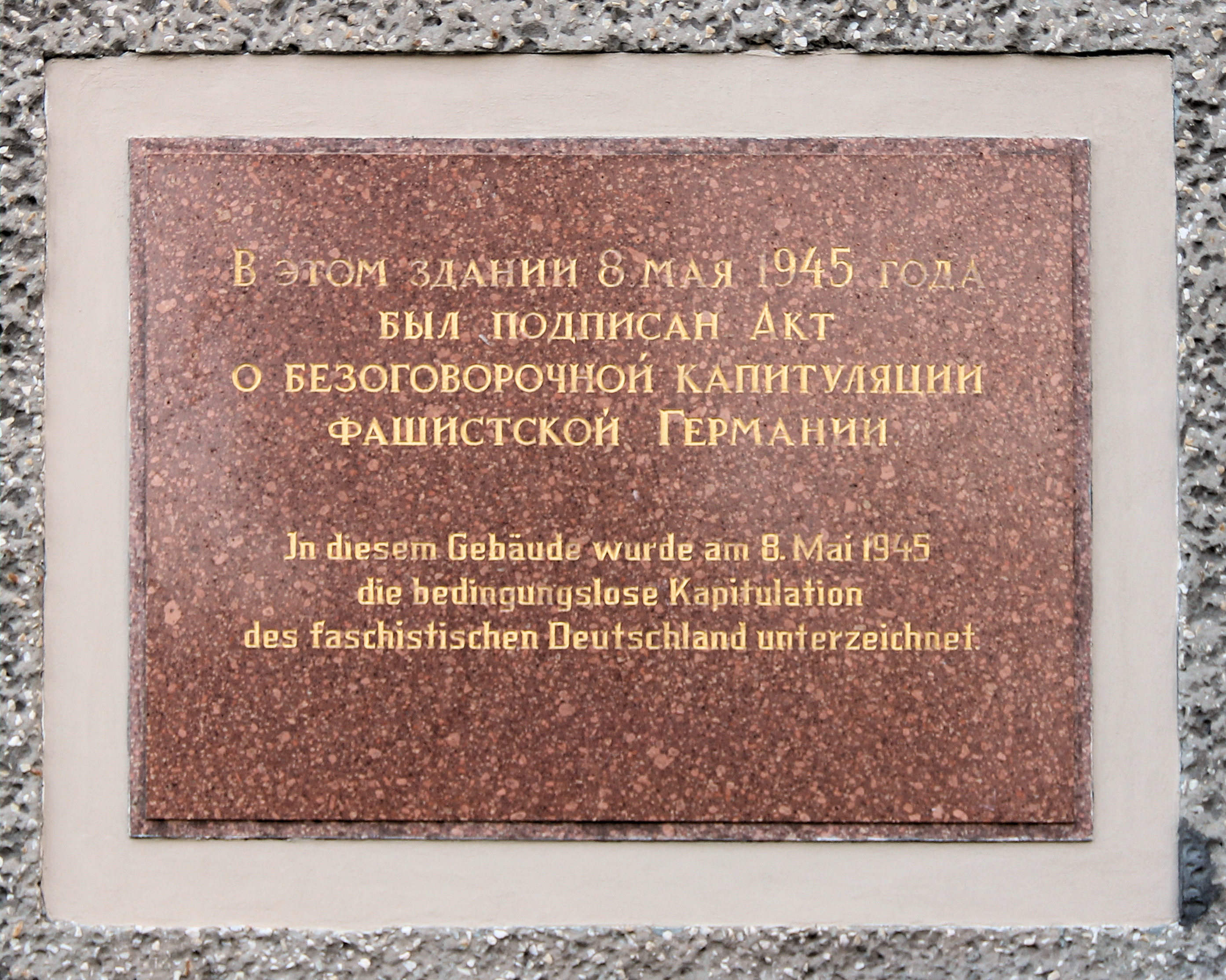
Gedenktafel am Gebäude

Ab Mai 1945 diente das Haus zunächst als Amtssitz des Chefs der Sowjetischen Militäradministration in Deutschland (SMAD). Der erste Chef Marschall Schukow und seine Nachfolger residierten im ehemaligen Klubraum des Offizierskasinos. Von 1949 bis 1953 wurde das Gebäude als Sitz der nach der Gründung der DDR geschaffenen Sowjetischen Kontrollkommission genutzt. Von 1953 bis 1954 residierte der sowjetische Hohe Kommissar im Gebäude des jetzigen Museums Berlin-Karlshorst. Mit der Beendigung des Besatzungstatutes über die DDR am 25. März 1954 verlor dieser seinen Tätigkeitsbereich.

## Namen des Gebäudes
- 1938–1945: Offizierskasino der Pionierschule I der Wehrmacht
- April 1945: 0Hauptquartier der 5. Stoßarmee der Belorussischen Front
- 1945–1949: Sitz der Sowjetischen Militäradministration
- 1949–1954: Sitz der Sowjetischen Kontrollkommission
- 1967–1986: Museum der sowjetischen Streitkräfte in Deutschland
- 1986–1994: Museum der bedingungslosen Kapitulation des faschistischen Deutschlands im Großen Vaterländischen Krieg[4]
- 1995–2022: Deutsch-Russisches Museum
- seit 2022:00Museum Berlin-Karlshorst

## Museum
Im übrigen Europa und vor allem in Nordamerika steht der 8. Mai 1945 als VE-Day (Victory in Europe Day) für das Ende des Zweiten Weltkriegs in Europa. In dem würfelförmigen Gebäude, ursprünglich das Offizierskasino, wurde am 8. Mai 1945 kurz vor 24 Uhr die ratifizierende Urkunde über die bedingungslose Kapitulation der Wehrmacht unterzeichnet. Da in der Sowjetunion die Kapitulation erst nach diesem Akt bekanntgegeben wurde und, auch durch die Zeitverschiebung (siehe: Moskauer Zeit), das Inkrafttreten auf den 9. Mai fällt, wurden und werden in der Sowjetunion und deren Nachfolgestaaten die Feierlichkeiten zum Tag des Sieges erst an diesem Datum begangen, das dort gesetzlicher Feiertag ist.
Mit dem 20. Jahrestag des Kriegsendes 1965 setzte in der Sowjetunion eine museale Erinnerung an den Großen Vaterländischen Krieg ein. Auf dieser Grundlage kam es am 5. November 1967 zur Eröffnung des Museums der bedingungslosen Kapitulation des faschistischen Deutschland im Großen Vaterländischen Krieg im Gebäude des ehemaligen Offizierskasinos. Das Gebäude wurde als sowjetisches Museum auf deutschem Boden gegründet und war eine Außenstelle des Zentralmuseums der Streitkräfte der UdSSR in Moskau.
1975 entstand eine DEFA-Dokumentation zum Museum Das Haus in der Rheinsteinstraße.

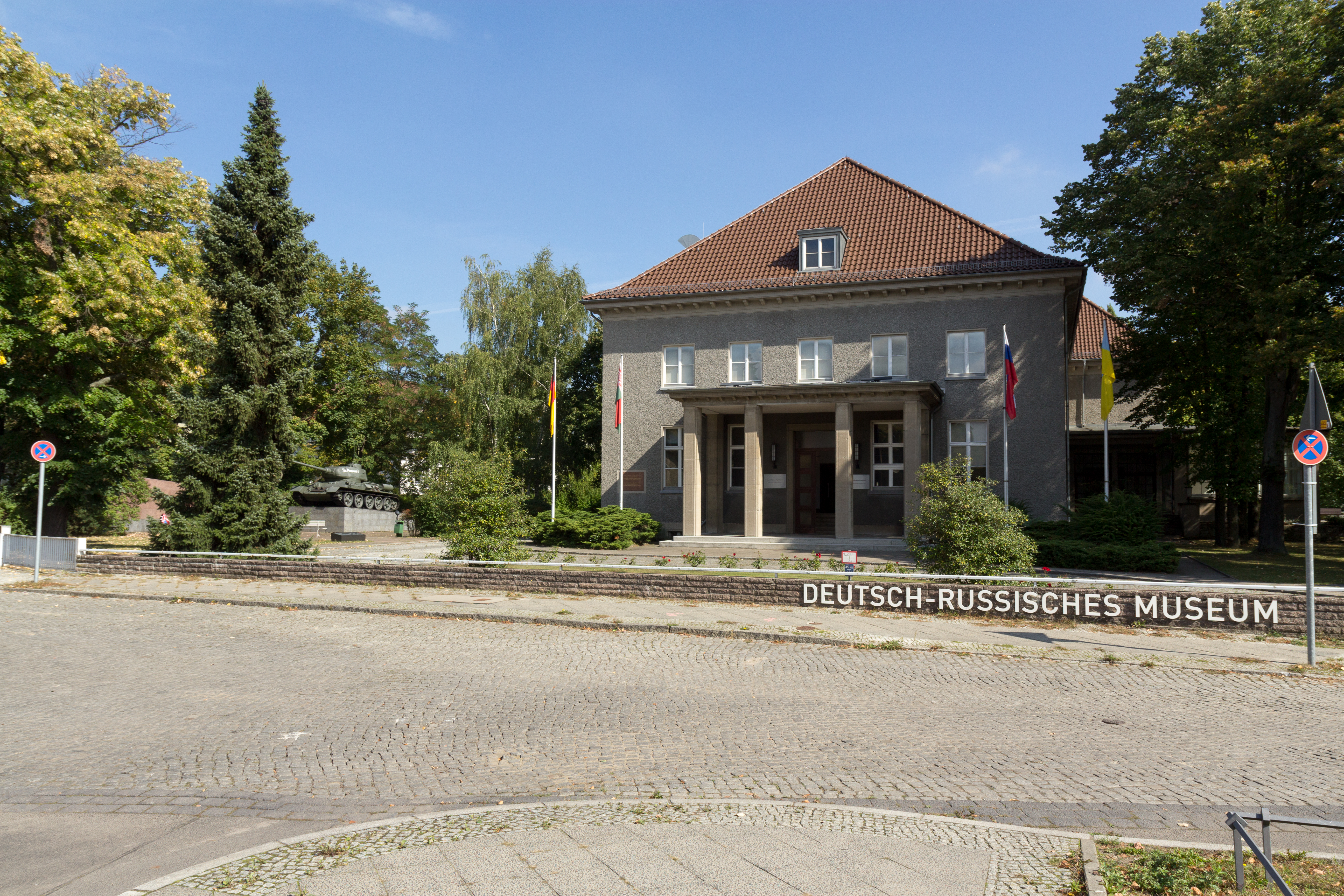
Beschriftung bis Mai 2022

Die mit der deutschen Wiedervereinigung (1990) getroffenen Vereinbarungen über den Abzug der sowjetischen Streitkräfte auf dem Gebiet der ehemaligen DDR enthielten einen am 9. November 1990 geschlossenen Freundschaftsvertrag. Darin war festgelegt worden, dass die Bundesrepublik Deutschland und die UdSSR an dem historischen Ort der deutschen Kapitulation in Berlin gemeinsam an die Geschichte des Deutsch-Sowjetischen Krieges und das Ende der nationalsozialistischen Herrschaft erinnern wollen. Das Museum wurde 1994 gemeinsam von der Bundesrepublik Deutschland und der Russischen Föderation in der Rechtsform eines Vereins gegründet. Danach kam es zu einer Umgestaltung und Neubenennung des früheren sowjetischen Museums. Es wurde im Mai 1995 als Deutsch-Russisches Museum eröffnet. 1997/1998 traten dem Verein die nationalen Weltkriegsmuseen der Ukraine und von Belarus als Mitglieder bei, ohne dass der Name des Museums geändert wurde. Vor dem Gebäude waren die Flaggen Deutschlands, Russlands, der Ukraine und von Belarus gehisst.
Angesichts des russischen Überfalls auf die Ukraine 2022 beschloss die Museumsleitung, in Zukunft den im Vereinsregister eingetragenen Namen Museum Berlin-Karlshorst zu verwenden, weil es unabhängig von deren Nationalität an alle sowjetischen Opfer des deutschen Vernichtungskrieges erinnert. Kulturstaatsministerin Claudia Roth kündigte am 8. Mai 2023 eine Änderung der Trägerschaft des Museums an.
Infolge des russischen Angriffskrieges beteiligt sich das Museum an verschiedenen Projekten zur Unterstützung der Ukraine. Es ist Mitglied im Hilfsnetzwerk zur Unterstützung NS-Überlebender in der Ukraine und organisierte Hilfen für vom Krieg betroffene Museen und Sammlungen. Laut Recherchen der Welt besuchten prorussische Aktivisten wie die Nachtwölfe das Museum.

## Dauerausstellung

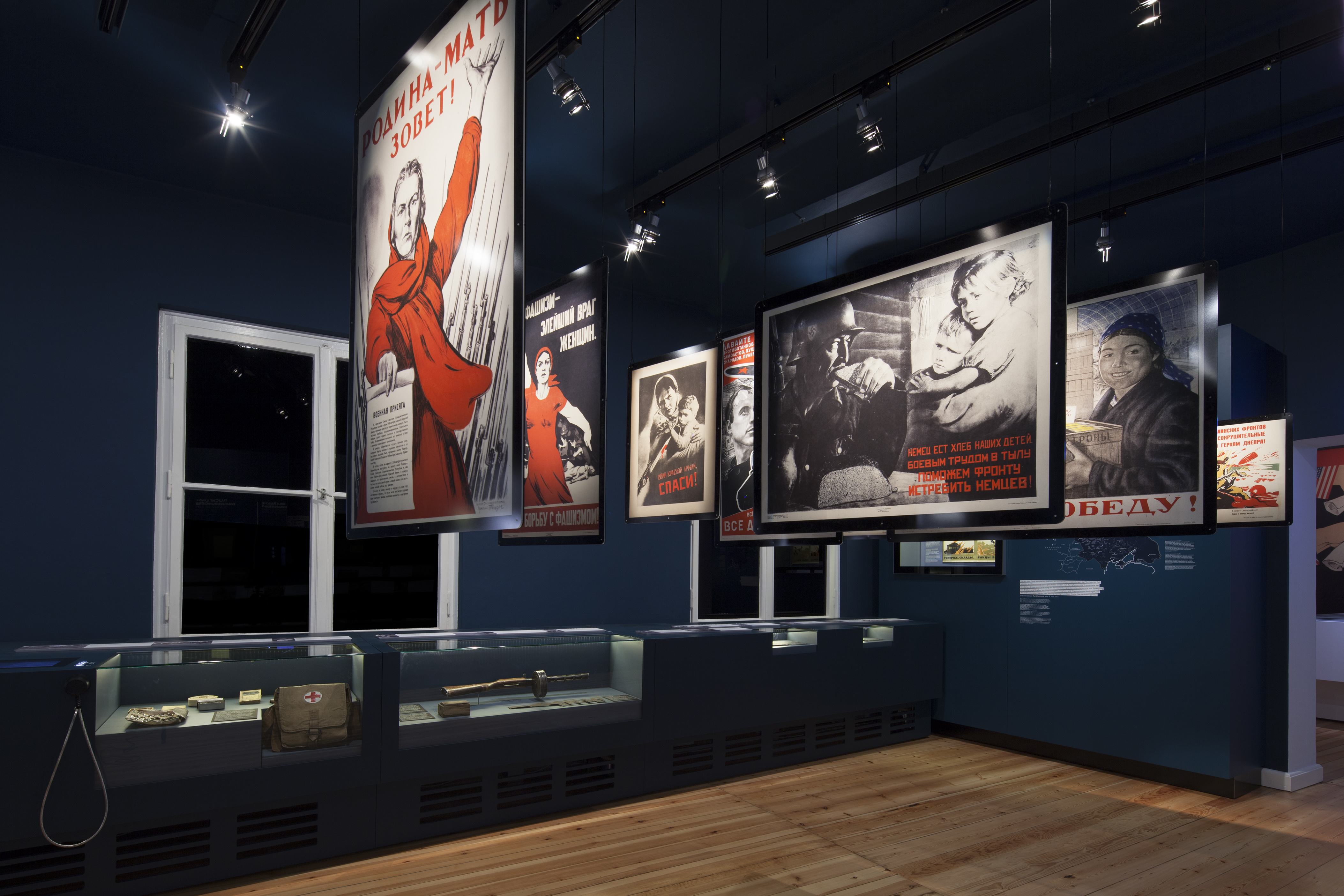
Raum Die Sowjetunion im Krieg

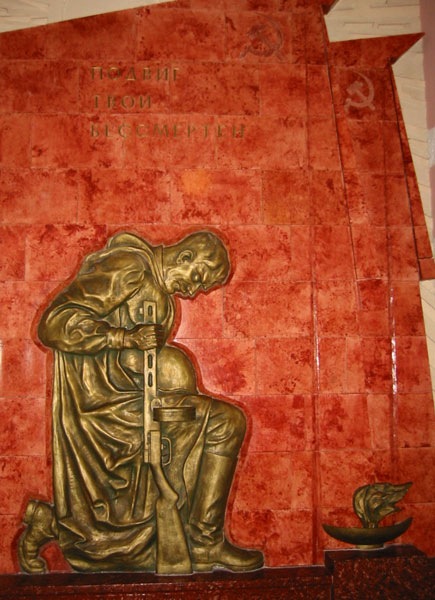
Eingangsbereich im Museum

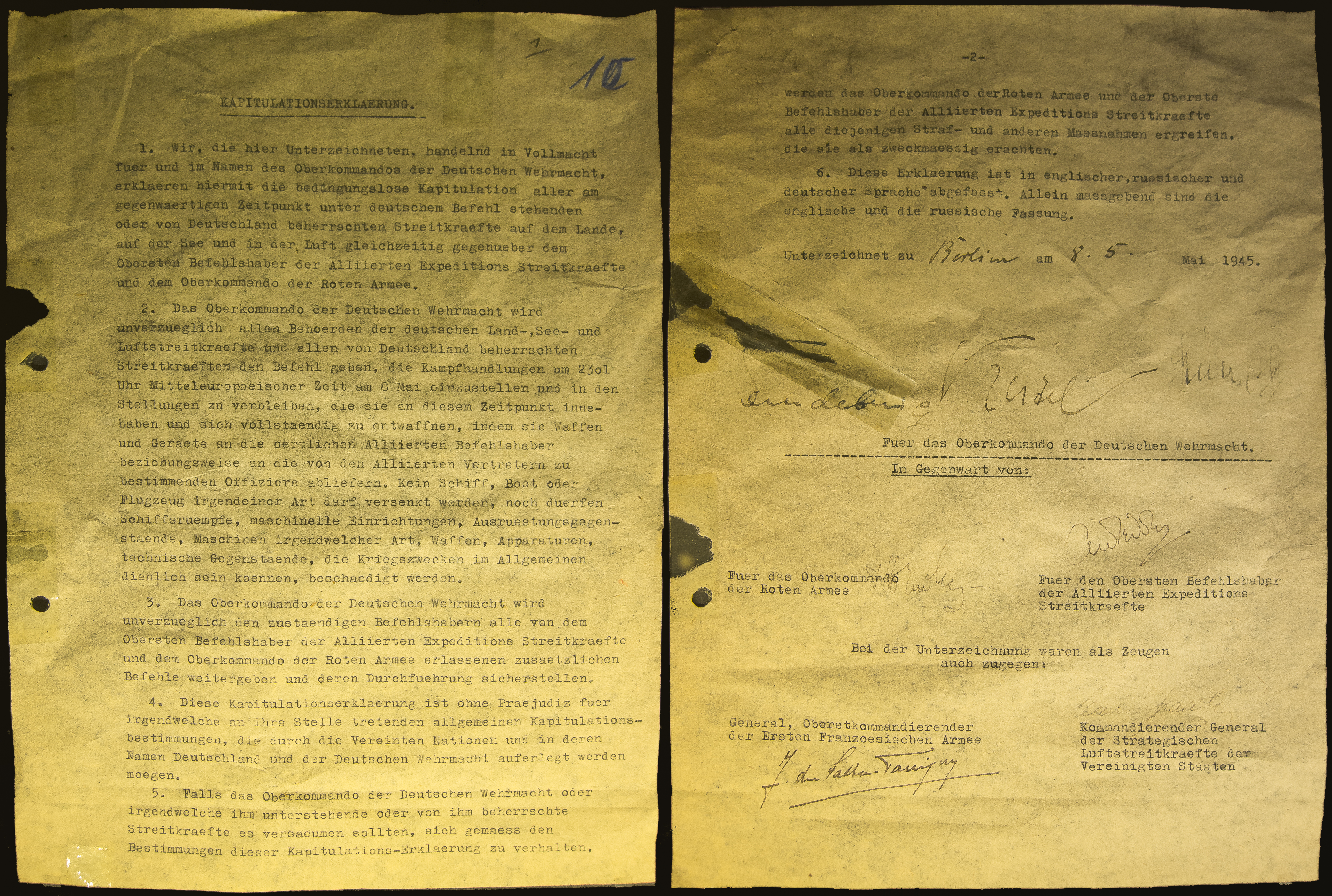
Kapitulationserklärung der Deutschen Wehrmacht, 8. Mai 1945

Am 24. April 2013 wurde das Museum nach rund einem Jahr Schließung und einer grundlegenden Überarbeitung der Dauerausstellung wiedereröffnet.
Das Museum Berlin-Karlshorst zieht jährlich ca. 40.000 Besucher an und vermittelt auf ca. 1000 m² eine Vorstellung von der Geschichte der deutsch-sowjetischen Beziehungen von 1917 bis 1990. Im Mittelpunkt steht dabei der von 1941 bis 1945 dauernde Deutsch-Sowjetische Krieg als Teil des Zweiten Weltkriegs, insbesondere der Alltag von Soldaten und Zivilisten beider Seiten.
Zentraler Ort der Dauerausstellung ist der im alten Zustand verbliebene ehemalige Speisesaal des Offizierskasinos, wo die Kapitulationsurkunde unterzeichnet wurde. Dort ist in einer Endlosschleife eine Filmaufnahme des damaligen Geschehens zu sehen. Neben den neuen, modern gestalteten Ausstellungsräumen sind auch Teile der alten Ausstellungen sowie Denkmäler aus sowjetischen Zeiten zu sehen, darunter auch das Diorama Sturm auf den Reichstag aus dem Jahr 1967 vom Künstler Michail Ananjew. Auf dem Außengelände befinden sich ein Denkmal, in das ein auf einem Podest aufgestellter sowjetischer T-34-Panzer integriert ist, sowie eine Sammlung von weiterem sowjetischen Militärgerät aus der Zeit des Zweiten Weltkriegs und der Nachkriegszeit.
- Schwerer Kampfpanzer IS-2 mit 122-mm-Kanone, Modell 1943
- Gepanzerte Selbstfahrlafette ISU-152 mit 152-mm-Haubitze
- Jagdpanzer SU-100 mit 100-mm-Kanone, Modell 1944
- Mehrfachraketenwerfer BM-13 „Katjuscha“ / „Stalinorgel“ auf Fahrgestell SIL-151
- 122-mm-Haubitze M-30, Modell 1938
- 76-mm-Geschütz SIS-3, Modell 1942
- 57-mm-Panzerabwehrkanone SIS-2, Modell 1943

## Sonderausstellungen und andere Aktivitäten
Das Museum Karlshorst zeigt pro Jahr zwei bis drei Sonderausstellungen. Hierfür steht seit Ende 1997 ein 100 m² großer Raum zur Verfügung. Schwerpunkte sind die Erinnerung an den Krieg sowie Themen der deutsch-sowjetischen Beziehungen, wie insbesondere Fotos aus dem Krieg, aber auch künstlerische fotografische Auseinandersetzungen mit der Thematik. Hierfür können die Mitarbeiter des Museums auf eine umfangreiche Sammlung zurückgreifen.
Ein Teil der Sonderausstellungen wurde bereits in anderen deutschen sowie russischen, ukrainischen und slowenischen Städten gezeigt.
Zu jeder Sonderausstellung veröffentlicht das Museum einen meist auch im Buchhandel erhältlichen Katalog in deutscher, russischer sowie englischer Sprache. Daneben organisiert es wissenschaftliche Tagungen bzw. Konferenzen sowie Studienreisen.
Im Auftrag der Bundesregierung (Kabinett Merkel II) richtete das Museum 2011 den zentralen Gedenktag zum 70. Jahrestag des „Unternehmens Barbarossa“, dem deutschen Überfall auf die Sowjetunion am 22. Juni 1941 aus. Neben einem Gedenkkonzert in der Berliner Philharmonie erinnerten an dieses historische Datum auch eine bis Ende 2012 andauernde Veranstaltungsreihe, eine Wanderausstellung in Deutschland, der Europäischen Union und Russland sowie eine internationale Tagung zu Krieg und deutscher Besatzungspolitik in der UdSSR.

## Initiative Gedenkort für die Opfer der NS-Lebensraumpolitik
Das Museum Berlin-Karlshorst ist das einzige Museum in Deutschland, das mit einer Dauerausstellung an den Vernichtungskrieg gegen die Sowjetunion erinnert. Allerdings fehlt ein Gedenkort im Zentrum Berlins, der an die Millionen osteuropäischen NS-Opfer erinnert, die in Polen und der Sowjetunion der nationalsozialistischen Mordpolitik im Namen eines ‚deutschen Lebensraums‘ zum Opfer fielen.
Der langjährige Leiter des Karlshorster Museums, Peter Jahn, startete deshalb 2013 gemeinsam mit Daniel Ziemer und Florian Wieler 2013 eine Initiative zur Errichtung eines zentralen Gedenkorts der NS-Lebensraum-Politik. Der Aufruf wurde von namhaften Historikern wie Stefanie Schüler-Springorum, Michael Wildt und Peter Steinbach ebenso unterstützt wie von Persönlichkeiten des öffentlichen Lebens wie Stephan Kramer, Lea Rosh, Egon Bahr und Walter Momper.
Als Institutionen schlossen sich dem Netzwerk neben dem Museum Berlin-Karlshorst u. a. das Deutsche Historische Museum, die Gedenkstätte Deutscher Widerstand, die Gedenk- und Bildungsstätte Haus der Wannsee-Konferenz, das Jüdische Museum Berlin, der Landesverband Deutscher Sinti und Roma Berlin Brandenburg e. V., die Stiftung Denkmal für die ermordeten Juden Europas, die Stiftung Neue Synagoge Berlin – Centrum Judaicum, der Volksbund Deutsche Kriegsgräberfürsorge e. V. und das Zentrum für Zeithistorische Forschung Potsdam an. Eine Resolution mit der Forderung nach der Schaffung eines Gedenkortes unterzeichneten 2014 die Leiter der KZ-Gedenkstätten Sachsenhausen (Günter Morsch), Dachau (Gabriele Hammermann), Flossenbürg (Jörg Skriebeleit) und Neuengamme (Detlef Garbe), der Stiftung Gedenkstätten Buchenwald und Mittelbau-Dora (Volkhard Knigge) sowie des NS-Dokumentationszentrums München (Winfried Nerdinger).
Als Standorte wurden der Lustgarten sowie die Straße des 17. Juni, letztere mit räumlichem Bezug zum dortigen Sowjetischen Ehrenmal, ins Gespräch gebracht.
Die Debatte hat seither weitere Kreise gezogen. Im Anschluss an eine 2017 gestartete parallele Initiative für ein Denkmal für die polnischen Opfer der NS-Herrschaft riefen im August 2019, 80 Jahre nach dem Überfall auf Polen, 240 Bundestagsabgeordnete aus Union, der SPD, der Linken, der FDP und von Bündnis 90/Die Grünen dazu auf, einen zentralen Gedenkort für polnische NS-Opfer zu schaffen, der anders als das Denkmal des polnischen Soldaten und deutschen Antifaschisten in Friedrichshain die ganze polnische Bevölkerung im Blick hat.
Andererseits wird die Fokussierung auf polnische Opfer wiederum in Frage gestellt. Das Anliegen der Initiative Gedenkort für die Opfer der NS-Lebensraumpolitik besteht jedoch darin, deutlich zu machen, dass die rassistische ‚Lebensraum‘-Ideologie gegen Polen, Belarussen, Russen und Ukrainer gleichermaßen gerichtet war. Darum sei aus deutscher Sicht ein gemeinsamer Gedenkort wichtig.

## Trägerschaft
Das Museum Berlin-Karlshorst ist eine bisher einmalige multinationale Einrichtung, die von der Bundesrepublik Deutschland, der Russischen Föderation, der Ukraine und von Belarus getragen wird, finanziert wird es allerdings allein aus Bundesmitteln; für das Haushaltsjahr 2023 belief sich die Förderung auf 1,55 Millionen Euro. Dem 1994 gegründeten gemeinsamen Trägerverein gehörten anfangs 16 institutionelle Mitglieder an, zu gleichen Teilen deutsche und russische Institutionen. Später traten auch das ukrainische und das belarussische Weltkriegsmuseen als Mitglieder bei, siehe oben.
Den Vorstand bilden ein Vertreter des Deutschen Historischen Museums und ein Vertreter des Zentralen Streitkräftemuseums in Moskau. Ergänzt wird der Verein durch die Mitgliedschaft des Museums des Großen Vaterländischen Krieges in Minsk und des Nationalen Museums der Geschichte der Ukraine im Zweiten Weltkrieg in Kiew. Mit seinen Ausstellungen und Veranstaltungen schafft das Museum Räume für eine kritische Auseinandersetzung mit der Geschichte, für Bildung und Begegnung sowie für die Verständigung zwischen Deutschen, Russen, Ukrainern und Belarussen sowie allen anderen Interessierten. Bis 2021 fand alljährlich am 8. Mai, dem Tag des Kriegsendes in Europa, ein Museumsfest statt.
Nach dem russischen Überfall auf die Ukraine im Februar 2022 geriet der Einfluss des russischen Staats in die Kritik. Wladimir Lukin, einer der beiden Mitglieder des Vorstandes, ist stellvertretender Leiter des Zentralen Streitkräftemuseums in Moskau, das den russischen Angriffskrieg gegen die Ukraine unterstützt. Ein Sprecher der Beauftragten der Bundesregierung für Kultur und Medien erklärte im März 2023, dass die Struktur des Trägervereins „im Lichte der jetzigen politischen Situation nicht mehr tragfähig“ sei und geändert werden solle. Die Schwierigkeit dabei ist, dass die Vertreter russischer und belarussischer Institutionen in der Mitgliederversammlung über eine Sperrminorität verfügen.

## Sammlungen
Die Sammlungen des Museums bestehen zum größten Teil aus Objekten des Zentralen Streitkräftemuseums in Moskau. Hinzu kommen Objekte und Leihgaben aus anderen deutschen und osteuropäischen Sammlungen, Schenkungen und Nachlässen. Die Sammlungstätigkeit des Museums umfasst die Bereiche Schriftgut, Plakate, Alltagskultur, Militaria mit einem Schwerpunkt auf Militärmedizin sowie Fotografien. Das wachsende Bildarchiv beinhaltet hauptsächlich Aufnahmen sowjetischer und deutscher professioneller und Amateurfotografen aus der Zeit des Krieges.
Das Museum verfügt über eine rund 8000 Bände umfassende Spezialbibliothek zu den deutsch-sowjetischen Beziehungen mit dem Schwerpunkt „Krieg an der Ostfront“. Sie ist nach Absprache auch für auswärtige Nutzer für wissenschaftliche Zwecke nutzbar.

## Bisherige Sonderausstellungen
- Ilja Ehrenburg und die Deutschen. (27. November 1997 – 18. Januar 1998)
- Das mitfühlende Objektiv. Michail Sawin. Kriegsfotografie 1941–1945. (30. April – 31. Mai 1998)
- Nach Berlin! Timofej Melnik. Kriegsfotografie 1941–1945. (22. Oktober – 13. Dezember 1998)
- Mordfelder. Henning Langenheim. Orte der Vernichtung im Krieg gegen die Sowjetunion. (28. Januar – 18. April 1999 und 5. November 2004 – 30. Januar 2005)
- Nikolai Bersarin, Generaloberst, Stadtkommandant (Berlin). (7. September – 21. November 1999, 8. Mai – 1. Juni 2003 und 1. April – 9. Mai 2004)
- Heimatfront. Iwan Schagin. Kriegsfotografie 1941–1945. (10. Dezember 1999 – 6. Februar 2000; 2005 in Schwerin)
- Foto-Feldpost. Geknipste Kriegserlebnisse 1939–1945. (30. März – 16. Juli 2000)
- Moskau-Berlin. Straßenbilder von Valerij Stignejew, Fotos 1996–1998. (26. Dezember 2000 – 11. Februar 2001)
- Dokument und Konstrukt. Arkadij Schaichet. Fotografie zwischen N.E.P. und Großem Vaterländischen Krieg. (29. März – 27. Mai 2001)
- Juni 1941: Der tiefe Schnitt. (22. Juni – 20. September 2001; gleichzeitig auch in Moskau und Kiew eröffnet)
- Moskau im Krieg. 1941–1945. (22. November 2001 – 17. Februar 2002)
- Diesseits – jenseits der Front. Michail Trachmann. Kriegsfotografie 1941–1945. (16. April – 18. August 2002)
- Mascha, Nina und Katjuscha. Frauen in der Roten Armee. (16. November 2002 – 23. Februar 2003; 2003 in Ravensbrück; 2004 in Nowosibirsk)
- Beutestücke. Kriegsgefangene in der deutschen und sowjetischen Fotografie 1941–1945. (14. Juni – 12. Dezember 2003)
- Stalingrad erinnern. Stalingrad im deutschen und russischen Gedächtnis. (15. November 2003 – 21. März 2004; 2004 Moskau und Wolgograd)
- Blockade Leningrads. 1941–1944. Dossiers. (15. Mai – 5. September 2004; 2005 in Hamburg)
- Triumph und Trauma. Sowjetische und postsowjetische Erinnerungen an den Krieg 1941–1945. (4. Mai – 11. September 2005)
- Kriegsspuren. Porträts deutscher und russischer Veteranen von Martin Hertrampf. (17. November 2005 – 19. Februar 2006)
- Russland und Deutschland: Kapitel aus der diplomatischen Geschichte 1955–2005. Fotoausstellung der Presseagentur Nowosti. (8. März – 18. April 2006)
- Schussfeld. Die Schlacht um die Seelower Höhen 1945. Eine fotografische Spurensuche von Karl Böttcher. (8. Mai – 18. Juni 2006)
- Um zu Überleben – Deutsche und sowjetische Kriegsgefangene des Zweiten Weltkrieges. Eine Ausstellung des Memorialmuseums deutscher Antifaschisten in Krasnogorsk bei Moskau (Filiale des Zentralen Museums des Großen Vaterländischen Krieges). (8. September – 5. November 2006)
- Kunst im Auftrag. Boris Ignatowitsch. Fotografien 1927–1946. (17. November 2006 – 11. Februar 2007)
- Das Haus in Karlshorst. Geschichte am Ort der Kapitulation. (20. April – 8. Juli 2007)
- Die Suche nach dem Panorama: Wünsdorf – Moskau – Berlin. Installation. (6. September – 4. November 2007)
- Stalingrad. Eine Fotoausstellung der Nachrichtenagentur RIA Nowosti. (23. November 2007 – 14. Februar 2008)
- Unsere Russen – Unsere Deutschen. Bilder vom Anderen 1800–2000. (8. Dezember 2007 – 2. März 2008 Schloss Charlottenburg, Berlin; April–Juni 2008 Staatliches Historisches Museum, Moskau)
- Russischer Soldatenalltag in Deutschland 1990–1994. Bilder des Militärfotografen Wladimir Borissow. (14. November 2008 – 1. März 2009)[22]
- Chandogin – Kriegsfotos aus Karelien und Leningrad 1939–1944. (15. Oktober – 28. November 2010)
- Juni 1941 – der tiefe Schnitt. 20 Biografien aus dem Krieg gegen die Sowjetunion. (17. Juni – 14. August 2011)
- Krieg, Holocaust, Gedenken. Eine Ausstellung des Weißrussischen Staatlichen Museums des Großen Vaterländischen Krieges 1941–1945, Minsk. (22. September – 17. November 2011)
- Hinterlassenschaften. Fundstücke nach dem Abzug der russischen Truppen 1994. (27. August – 31. Oktober 2014)[23]
- Propagandafotograf im Zweiten Weltkrieg: Benno Wundshammer. (13. November 2014 – 15. Februar 2015)
- Russland und Deutschland. Von der Konfrontation zur Zusammenarbeit. (29. Oktober – 13. Dezember 2015 Martin-Gropius-Bau, Berlin, 10. November 2015 – 17. Januar 2016 Staatliches Historisches Museum, Moskau)[24]
- Juni-Briefe. Ungelesene Feldpost aus Kamenez-Podolsk 1941. (30. Juni – 28. August 2016)[25][26]
- Waffenbrüderschaft in der DDR – Konstruktion einer Tradition. (23. September – 6. November 2016)[27]
- Der Abzug. Die letzten Jahre der russischen Truppen in Deutschland. Eine fotografische Dokumentation von Detlev Steinberg. (17. November 2016 – 19. Februar 2017)
- Geboren in der Revolution. Das erste Jahrzehnt der Roten Armee. (12. April – 1. Juli 2018)
- Olga Lander. Sowjetische Kriegsreporterin im Zweiten Weltkrieg. (21. November 2018 – 24. Februar 2019)
- Alltag. Politik. Kampfauftrag. Sowjetische Truppen in Deutschland 1945–1994. (28. August 2019 – 15. Januar 2020)[28]
- Von Casablanca nach Karlshorst. (29. April 2020 – 30. April 2021)
- Dimensionen eines Verbrechens. Sowjetische Kriegsgefangene im Zweiten Weltkrieg.[29] (18. Juni[30] – 3. Oktober 2021)
- Was erzählen Fotografien? Albert Dieckmanns Bilder aus dem besetzten Osteuropa 1941/42. (22. Juni – 17. Dezember 2023)[31]
- Riss durch Europa. Die Folgen des Hitler-Stalin-Pakts (23. August 2024 – 26. Januar 2025)
- Das letzte Kriegsjahr. Juni 1944 – Mai 1945 aus der Perspektive sowjetischer Kriegsfotografen (8. Mai – 14. September 2025)

## Publikationen des Museums
- Ilja Ehrenburg und die Deutschen [Илья эренбург и Немцы]. Peter Jahn (Hrsg.), Berlin 1997.
- Michail Sawin: Das mitfühlende Objektiv. Kriegsfotografie 1941–1945 [Михаил Cавин – Соперживающий Обектив – Военная Фотографиа 1941–1945 гг.] Museum Berlin-Karlshorst (Hrsg.), Berlin 1998.
- Nach Berlin! Timofej Melnik, Kriegsfotografie 1941–1945 [На Берлин! – Тимофей Мельник – Военная Фотография 1941–1945 г.] Museum Berlin-Karlshorst (Hrsg.), Berlin 1998.
- Henning Langenheim: Mordfelder. Orte der Vernichtung im Krieg gegen die Sowjetunion [Поля смерти – Места уничтоженние людей в воине против Советского Союза]. Museum Berlin-Karlshorst (Hrsg.), Berlin 1999.
- Bersarin, Nikolaj, Generaloberst, Stadtkommandant (Berlin) [Берзарин Николай – генерал-полковник, командир города (Берлин)]. Peter Jahn (Hrsg.), Museum Berlin-Karlshorst, Berlin 1999.
- Heimat-Front. Iwan Schagin. Kriegsfotografie 1941–1945 [Родина и Фронт – Иван Шагин, Военные Фотографий 1941–1945 г.] Margot Blank (Hrsg.), Museum Berlin-Karlshorst, Berlin 1999.
- Valerij Stignejew. Moskau–Berlin. Straßenbilder. Fotos 1996–1998 [Москва-Берлин – уличные фотографии. фотографии 1996–1998 г.] Peter Jahn (Hrsg.), Museum Berlin-Karlshorst 2000.
- FotoFeldpost. Geknipste Kriegserlebnisse 1939–1945 [Фотографии полебой почты – фото боевого впечатление 1939–1945]. Peter Jahn (Hrsg.), Ulrike Schmiegelt (Hrsg.), Museum Berlin-Karlshorst, Berlin 2000.
- Arkadij Schaichet. Dokument und Konstrukt: Fotografie zwischen N.E.P. und Großem Vaterländischen Krieg [Шайхет, Аркадий – Документ и Конструкт – Фотографии между Н.Е.П. и Велиикой Отечественной войны], Peter Jahn (Hrsg.), Museum Berlin-Karlshorst, Berlin 2001.
- Moskau im Krieg 1941–1945 [Москва военная 1941–1945], Margot Blank (Hrsg.), Peter Jahn (Hrsg.), Museum Karlshorst, Berlin 2001.
- Diesseits/Jenseits der Front [По одну и другую сторону фронта], Margot Blank (Hrsg.), Peter Jahn (Hrsg.), Museum Karlshorst, Berlin 2002.
- Mascha, Nina und Katjuscha. Frauen in der Roten Armee 1941–1945 [Маша, Нина и Катюша – Женчины в Красной Армии 1941–1945 г.] Peter Jahn (Hrsg.), Museum Berlin-Karlshorst, Berlin 2002.
- Stalingrad erinnern. Stalingrad im deutschen und russischen Gedächtnis [Память о Сталинграда – Сталинград в немецко – русский воспоминание], Peter Jahn (Hrsg.), Museum Berlin-Karlshorst, Berlin 2003.
- Blockade Leningrads 1941–1945. Dossiers [Блокада Ленинграда 1941–1945 досье], Peter Jahn (Hrsg.), Museum Berlin-Karlshorst, Berlin 2004.
- Triumph und Trauma. Sowjetische und postsowjetische Erinnerung an den Krieg 1941–1945 [Триумф и Траума – Советские и постсоветские воспоминание о войне 1941–1945], Peter Jahn (Hrsg.), Museum Berlin-Karlshorst, Berlin 2005.
- Martin Hertrampf Kriegsspuren. Porträts deutscher und russischer Veteranen [Мартин Хертрампф – Cледы Войны – Портреты немецких и русских ветеранов], Margot Blank (Hrsg.), Museum Berlin-Karlshorst, Berlin 2005.
- Boris Ignatowitsch. Kunst im Auftrag. Fotografien 1927–1946 [Борис Игнатощитсч. Искусство По поручению. Фотографии 1927–1946], Margot Blank (Hrsg.), Museum Berlin-Karlshorst, Berlin 2006.
- Unsere Russen – Unsere Deutschen. Bilder vom Anderen 1800 bis 2000 [Наши русские и наши немцы Картины другово 1800–2000], Museum Berlin-Karlshorst (Hrsg.), Berlin 2007.
- Russischer Soldatenalltag in Deutschland 1990–1994. Bilder des Militärfotografen Wladimir Borissow [повседнеевная жизнь русских Солдатов в Германии 1990–1994. Фотографии военного Фотогрофа Владимир Баррисова], Margot Blank (Hrsg.), Berlin 2008.
- Die deutsche Kapitulation im Mai 1945 [Немецкая капитуляция в Майи1945], Museum Berlin-Karlshorst e. V., Berlin 2010. Sprachen: deutsch, russisch, englisch und französisch.
- Nikolaj Chandogin. Kriegsfotos aus Karelien und Leningrad 1939–1944 [Николай чандогин – Военные фотографии с Карелии и Ленинграда], Margot Blank (Hrsg.), Museum Berlin-Karlshorst, Berlin 2010.
- Juni 1941: Der tiefe Schnitt. Museum Berlin-Karlshorst (Hrsg.), Berlin 2011.
- Deutsch-Russisches Museum Berlin-Karlshorst [Немецко-Россиский Музей Берлин-Карлcхорст]. Katalog zur Dauerausstellung. Deutsch-Russisches Museum Berlin-Karlshorst (Hrsg.), Berlin 2014. Sprachen: deutsch, russisch, englisch.
- Benno Wundshammer. Propaganda-Fotograf im Zweiten Weltkrieg [Бенно Вундхаммер. Пропагандическии фотограф в второй Мировой Войны], Deutsch-Russisches Museum Berlin-Karlshorst (Hrsg.), Berlin 2014.
- Waffenbrüderschaft in der DDR. Konstruktion einer Tradition [Братство по Оружию" в ГДР. Выстраивание традиции], Deutsch-Russisches Museum Berlin-Karlshorst (Hrsg.), Berlin 2016.
- Kriegsgefangene Rotarmistinnen im KZ. Sowjetische Militärmedizinerinnen in Ravensbrück [Военнопленные женщины-красноармейцы в концлагере. Советские военные медики в Равенсбрюке], Deutsch-Russisches Museum Berlin-Karlshorst (Hrsg.), Berlin 2016.
- Der Abzug. Die letzten Jahre der russischen Truppen in Deutschland. Eine fotografische Dokumentation von Detlev Steinberg [Вывод – Последние годы пребывания российских войск в Германии в фотографиях Детлева Штайнберга], Deutsch-Russisches Museum Berlin-Karlshorst (Hrsg.), Berlin 2016.
- Geboren in der Revolution. Das erste Jahrzehnt der Roten Armee [Рождённая в Революции. Первое десятилетие Красной Армии], Deutsch-Russisches Museum Berlin-Karlshorst (Hrsg.), Berlin 2018.
- Olga Lander – Sowjetische Kriegsfotografin im Zweiten Weltkrieg [Ольга Ландер – Советцкий фотокорреспондент во второй мировой войне], Deutsch-Russisches Museum Berlin-Karlshorst (Hrsg.), Halle 2018.
- Alltag. Politik. Kampfauftrag. Sowjetische Truppen in Deutschland 1945–1994 [Быт. Политика. Боевые задачи. Советские войска в Германии 1945–1994], Deutsch-Russisches Museum Berlin-Karlshorst (Hrsg.), Berlin 2019.
- „Von Casablanca nach Karlshorst“ – Begleitband zur Sonderausstellung anlässlich des 75. Jahrestages des Endes des Zweiten Weltkriegs in Europa, Julia Franke, Anika Kreft, Swantje Bahnsen (Hrsg.), Göttingen 2020.
- „Vergesst uns nicht …“ Opfer deutscher Vernichtungspolitik im Nordkaukasus 1942/43, Deutsch-Russisches Museum Berlin-Karlshorst (Hrsg.), Berlin 2020.
- Dimensionen eines Verbrechens. Sowjetische Kriegsgefangene im Zweiten Weltkrieg (in zwei Ausgaben dt./rus. und dt./engl.), Margot Blank, Babette Quinkert (Hrsg.), Berlin 2021.
- Die Alliierten und die geteilte Stadt. Kalter Krieg in Berlin, AlliiertenMuseum Berlin, Museum-Berlin Karlshorst, Berliner Kolleg Kalter Krieg, Stiftung Berliner Mauer (Hrsg.), Berlin 2021.
- 1941 Juni-Briefe. Ungelesene Feldpost aus Kamenez-Podolsk (in zwei Ausgabe dt./rus. und dt./ukr.), Deutsch-Russisches Museum Berlin-Karlshorst (Hrsg.), Berlin 2021.
- Die Blockade Leningrads in Selbstzeugnissen der Familie Mojshes [Блокада Ленинграда в самосвидетельствах семьи Мойжес], Margot Blank, Jörg Morré (Hrsg.), Berlin 2022.